# Степовое (Антрацитовский район)
Степовое (укр. Степове) — посёлок, относится к Антрацитовскому району Луганской области Украины. Под контролем самопровозглашённой Луганской Народной Республики.

## География
Соседние населённые пункты: город Петровское на западе, посёлки Штеровка на севере, Ковыльное, Малониколаевка и село Захидное на востоке, посёлок Ивановка на юге. Не путать с одноимённым посёлком под названием Степовое, расположенным в окрестностях города Антрацита. Также не путать с одноименным селом под названием Степовое в Славяносербском районе Луганской области.

## Население
Население по переписи 2001 года составляло 152 человека.

## Общие сведения
Почтовый индекс — 94546. Телефонный код — 6431. Занимает площадь 0,416 км². Код КОАТУУ — 4420355606.

## Местный совет
94643, Луганская обл., Антрацитовский р-н, пгт. Ивановка, ул. Октябрьская, 23